# Fridrich I. Míšeňský
Fridrich I. Míšeňský zvaný Pokousaný nebo Čacký (německy Friedrich der Freidige, 1257, Wartburg - 16. listopadu 1323, Eisenach) byl falckrabě saský, markrabě míšeňský a lantkrabě durynský.

## Život

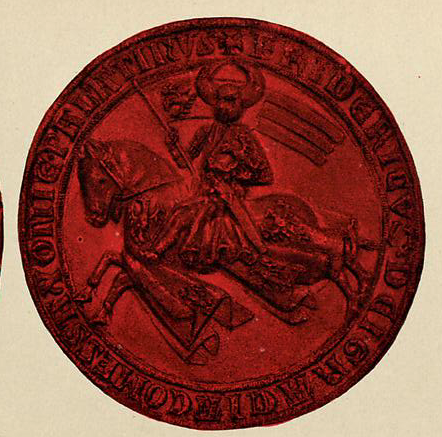
Fridrichova pečeť z roku 1291

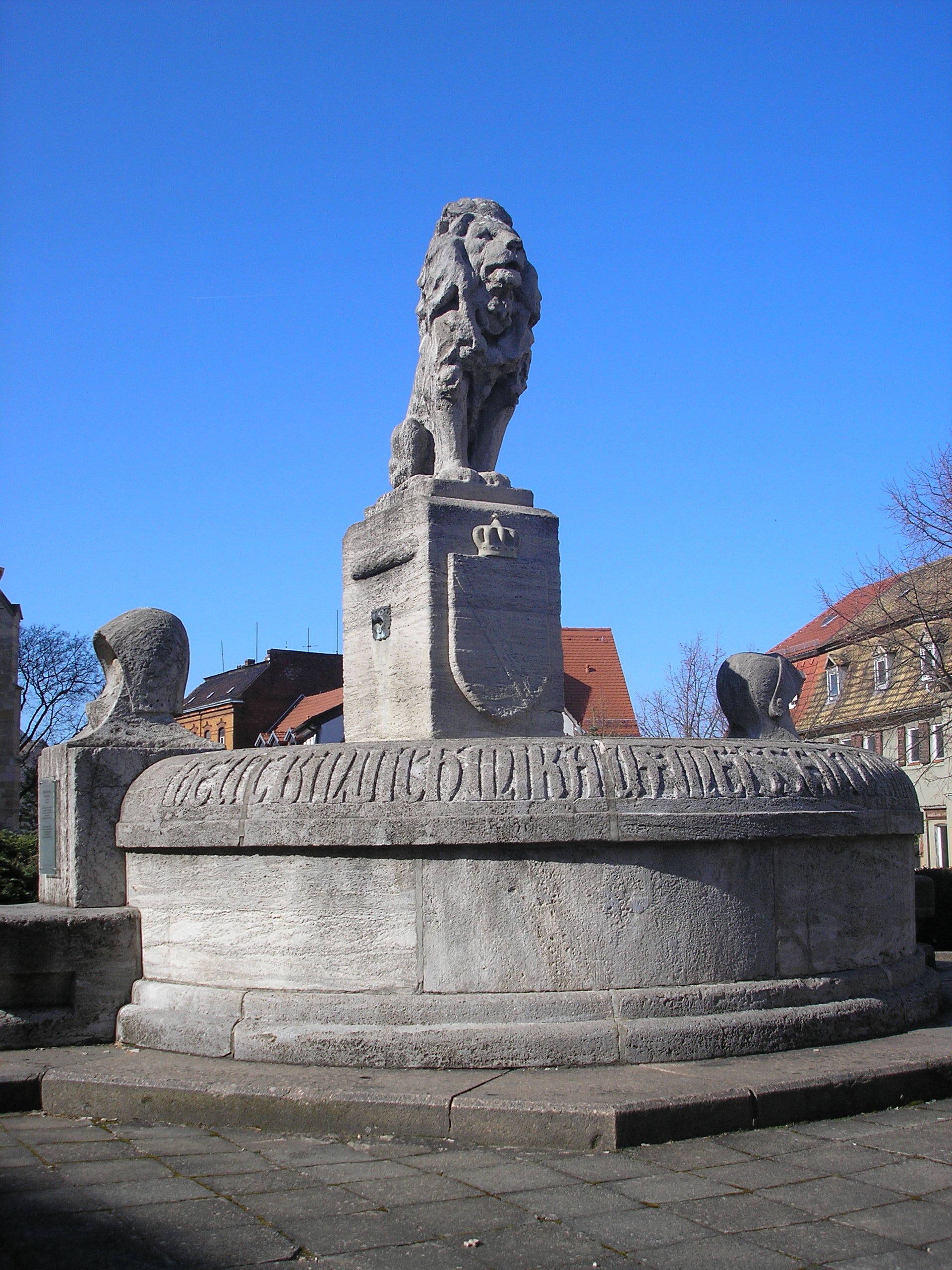
Památník bitvy u Lucky (1307)

Narodil se jako syn Albrechta II. Míšeňského a Markéty, dcery císaře Fridricha II. Podle legendy, jeho matka, v roce 1270 prchající před svým záletnickým manželem, nemohla překonat bolest z odloučení a kousla Fridricha do tváře. Odtud pochází jeho přízvisko Pokousaný.
Po smrti Konradina v roce 1268 se stal Fridrich legitimním dědicem štaufských nároků, nárokoval si Sicilské království, Jeruzalémské království a Švábské vévodství.
Tyto nároky se setkaly s malou odezvou. Švábsko se rozpadlo na územní jednotky. V zámoří byl nedoceněný, Karel I. z Anjou měl moc v jižní Itálii pevně v rukou. Markrabě Fridrich v roce 1269 navrhl invazi do Itálie a sháněl podporu u lombardských guelfů a ghibellinů, ale své plány nikdy neuskutečnil a už nikdy nesehrál velkou roli v italských záležitostech. Od roku 1280 byl falckrabětem saským.
Protože otec upřednostňoval Fridrichova nevlastního bratra Apitze, vedl proti němu Fridrich i s bratrem Dětřichem válku. Fridrich byl v roce 1281 zajat, ale po dlouhé válce oběma bratrům otec uznal jeho práva. Po smrti jejich bratrance Fridricha Tuty, se oba bratři zmocnili jeho území, Fridrich Míšeňska, takže otci zůstal pouze Landsberg. Nicméně, král Adolf Nasavský se domníval, že po Tutově smrti by se měla Míšeň a Východní Marka vrátit ke koruně, a koupil Durynsko od zadluženého Albrechta. Bratři opět volali do zbraně k obraně svého dědictví, ale nakonec se museli země vzdát. Fridrich zůstal daleko od domova až do Adolfovy smrti, kdy se vrátil zpět domů. Otec se s ním smířil. Nicméně, brzy poté si král Albrecht I. Habsburský nárokoval Durynsko, v čemž byl podpořen městy, která toužila po nezávislosti (říšská bezprostřednost). Rodina lantkraběte byla obléhána na Wartburgu silami z Eisenachu, Fridrich nicméně uspěl v jejich osvobození. Až vítězství v Lucce dne 31. května 1307 přineslo bratrům úlevu, a než král mohl nasbírat nové síly, zemřel.
Po Dětřichově smrti (1307) vzdali vazalové poctu pouze Fridrichovi, protože král Albrecht se vzdal svého práva za roční důchod. Pouze města byla stále proti Fridrichovi. Erfurt byl podroben násilí, a tak se Fridrich usmířil s novým králem Jindřichem VII., jemuž se původně odmítl podrobit. V roce 1310 mu císař udělil jeho pozemky v léna.
Nicméně, boj s Braniborskem ještě pokračoval, a když byl Fridrich zajat markrabětem Valdemarem, musel zaplatit 32 000 stříbrných marek a vzdát se Dolní Lužice, aby se dostal na svobodu. Tyto spory byly roku 1316 obnoveny, ale skončily v roce 1317 Magdeburským mírem. Zánikem askánské dynastie, Fridrich získal všechny ztracená území s výjimkou Landsbergu a Dolní Lužice. Nyní byl schopen sjednat obecný mír.
Roku 1321 ho ranila mrtvice, zůstal ochrnutý a zemřel 16. listopadu 1323 v Eisenachu. Jeho kosti byly později přemístěny na hrad Grimmenstein v Gothe a po jeho zbourání byly uloženy na hradě Friedenstein, nicméně, jeho hrob byl v Reinhardsbrunnu.
V roce 1285 se oženil s Anežkou, dcerou Menharda II. Tyrolského a Alžběty Bavorské, ovdovělé matky Konradina, a po její smrti se v roce 1303 oženil s Alžbětou z Lobdeburgu, dcerou své nevlastní matky. Přežily ho jen dvě jeho děti, Alžběta, která se v roce 1322 vdala za Jindřicha II., lankraběte z Hesse, a Fridrich, který byl otcovým nástupcem.

## Vývod z předků
|                        |                         |  |                        |                           |  |  |  |  |  |  |  | Ota II. Míšeňský |
|                        |                         |  |                        |                           |  |  |  |  |  |  |  |                  |
|                        | Dětřich Míšeňský        |  |                        |                           |  |  |  |  |  |  |  |                  |
|                        |                         |  |                        |                           |  |  |  |  |  |  |  |                  |
|                        |                         |  |                        | Hedvika Braniborská       |  |  |  |  |  |  |  |                  |
|                        |                         |  |                        |                           |  |  |  |  |  |  |  |                  |
|                        | Jindřich III. Míšeňský  |  |                        |                           |  |  |  |  |  |  |  |                  |
|                        |                         |  |                        |                           |  |  |  |  |  |  |  |                  |
|                        |                         |  |                        | Heřman I. Durynský        |  |  |  |  |  |  |  |                  |
|                        |                         |  |                        |                           |  |  |  |  |  |  |  |                  |
|                        | Guta Durynská           |  |                        |                           |  |  |  |  |  |  |  |                  |
|                        |                         |  |                        |                           |  |  |  |  |  |  |  |                  |
|                        |                         |  |                        | Žofie ze Sommerschenburgu |  |  |  |  |  |  |  |                  |
|                        |                         |  |                        |                           |  |  |  |  |  |  |  |                  |
|                        | Albrecht II. Míšeňský   |  |                        |                           |  |  |  |  |  |  |  |                  |
|                        |                         |  |                        |                           |  |  |  |  |  |  |  |                  |
|                        |                         |  |                        | Leopold V. Babenberský    |  |  |  |  |  |  |  |                  |
|                        |                         |  |                        |                           |  |  |  |  |  |  |  |                  |
|                        | Leopold VI. Babenberský |  |                        |                           |  |  |  |  |  |  |  |                  |
|                        |                         |  |                        |                           |  |  |  |  |  |  |  |                  |
|                        |                         |  |                        | Helena Uherská            |  |  |  |  |  |  |  |                  |
|                        |                         |  |                        |                           |  |  |  |  |  |  |  |                  |
|                        | Konstancie Babenberská  |  |                        |                           |  |  |  |  |  |  |  |                  |
|                        |                         |  |                        |                           |  |  |  |  |  |  |  |                  |
|                        |                         |  |                        | Ioannes Angelos?          |  |  |  |  |  |  |  |                  |
|                        |                         |  |                        |                           |  |  |  |  |  |  |  |                  |
|                        | Theodora Angelovna      |  |                        |                           |  |  |  |  |  |  |  |                  |
|                        |                         |  |                        |                           |  |  |  |  |  |  |  |                  |
|                        |                         |  |                        | Angelina?                 |  |  |  |  |  |  |  |                  |
|                        |                         |  |                        |                           |  |  |  |  |  |  |  |                  |
| 'Fridrich I. Míšeňský' |                         |  |                        |                           |  |  |  |  |  |  |  |                  |
|                        |                         |  |                        |                           |  |  |  |  |  |  |  |                  |
|                        |                         |  | Fridrich I. Barbarossa |                           |  |  |  |  |  |  |  |                  |
|                        |                         |  |                        |                           |  |  |  |  |  |  |  |                  |
|                        | Jindřich VI. Štaufský   |  |                        |                           |  |  |  |  |  |  |  |                  |
|                        |                         |  |                        |                           |  |  |  |  |  |  |  |                  |
|                        |                         |  |                        | Beatrix Burgundská        |  |  |  |  |  |  |  |                  |
|                        |                         |  |                        |                           |  |  |  |  |  |  |  |                  |
|                        | Fridrich II. Štaufský   |  |                        |                           |  |  |  |  |  |  |  |                  |
|                        |                         |  |                        |                           |  |  |  |  |  |  |  |                  |
|                        |                         |  |                        | Roger II. Sicilský        |  |  |  |  |  |  |  |                  |
|                        |                         |  |                        |                           |  |  |  |  |  |  |  |                  |
|                        | Konstancie Sicilská     |  |                        |                           |  |  |  |  |  |  |  |                  |
|                        |                         |  |                        |                           |  |  |  |  |  |  |  |                  |
|                        |                         |  |                        | Beatrix z Rethelu         |  |  |  |  |  |  |  |                  |
|                        |                         |  |                        |                           |  |  |  |  |  |  |  |                  |
|                        | Markéta Štaufská        |  |                        |                           |  |  |  |  |  |  |  |                  |
|                        |                         |  |                        |                           |  |  |  |  |  |  |  |                  |
|                        |                         |  |                        | Jindřich II. Plantagenet  |  |  |  |  |  |  |  |                  |
|                        |                         |  |                        |                           |  |  |  |  |  |  |  |                  |
|                        | Jan Bezzemek            |  |                        |                           |  |  |  |  |  |  |  |                  |
|                        |                         |  |                        |                           |  |  |  |  |  |  |  |                  |
|                        |                         |  |                        | Eleonora Akvitánská       |  |  |  |  |  |  |  |                  |
|                        |                         |  |                        |                           |  |  |  |  |  |  |  |                  |
|                        | Isabela Anglická        |  |                        |                           |  |  |  |  |  |  |  |                  |
|                        |                         |  |                        |                           |  |  |  |  |  |  |  |                  |
|                        |                         |  |                        | Aymer z Angoulême         |  |  |  |  |  |  |  |                  |
|                        |                         |  |                        |                           |  |  |  |  |  |  |  |                  |
|                        | Isabela z Angoulême     |  |                        |                           |  |  |  |  |  |  |  |                  |
|                        |                         |  |                        |                           |  |  |  |  |  |  |  |                  |
|                        |                         |  |                        | Alice z Courtenay         |  |  |  |  |  |  |  |                  |
|                        |                         |  |                        |                           |  |  |  |  |  |  |  |                  |